# Kid Loco
 (novembre 2024).
Pour les articles homonymes, voir Loco.
Kid Loco, de son vrai nom Jean-Yves Prieur, est un musicien et producteur français, né le 19 juin 1964 à Antony (Hauts-de-Seine).

## Biographie
En 1982, il crée le label Bondage Records (Bérurier Noir, Sergent Garcia, Les Satellites...). Quinze ans plus tard, il propose un trip hop très apprécié, partageant des influences diverses du Velvet Underground à DJ Shadow. Il tient son pseudonyme d'un documentaire de Jean Rouch (Les Maîtres fous, 1955).
Il collabore notamment avec la scène rock alternative française dans les années 1980, avant de publier en 1996 Blues Project influencé par les sonorités de DJ Shadow. C'est en 1998 que sort son album A Grand Love Story (sous le label de Yellow productions), dont les compositions de trip hop ambient imprégnées d'érotisme séduisent critique et public. L'album est une référence dans la musique électronique. Il travaille par la suite sur de nombreux remix (notamment pour Pulp et Saint Etienne) puis sort Kill Your Darlings en 2001.
Il compose la bande originale du film The Graffiti Artist réalisé par James Bolton en 2004. Il retrouve Jarvis Cocker (du groupe Pulp) pour une reprise de Je suis venu te dire que je m'en vais (I Just Came To Tell You That I'M Going) parue sur l'album Monsieur Gainsbourg revisited (2006).
En 2008 il sort l'album Party Animals & Disco Biscuits, puis Confessions of a Belladonna Eater en 2011, The Rare Birds en 2019 suivi de Born in the 60's en 2022.
En 2024 sort l'album Concrete Islands, Lies & Vanités dans lequel il collabore avec Horace Andy, Don Letts, Daniele Gaudi, Lisa Li-Lund, Louise Quinn, Olga Kouklaki, Lex Amor, Annie O’Connell, Rocket Mike et Mark Mulholland.

## Discographie
- Blues Project (1996)
- A Grand Love Story (1997) (réédité en digipack 2 CD en 1998 puis de nouveau en septembre 2009)
- DJ-Kicks: Kid Loco (1999)
- Jesus Life For Children Under 12 Inches (1999)
- Kill Your Darlings (album)|Kill Your Darlings (2001)
- Kid Loco Vs. Godchild (2002) (réédition de l'album Godchild accompagnée de remixes)
- Another Late Night: Kid Loco (2003) (compilation, dans la série Another Late Night)
- The Graffiti Artist (bande originale du film) (2005)
- OuMuPo 4 (Ouvroir de Musique Potentielle) (2005)
- The Jack O Party : Boutique Chic - Maisons Closes (2007)
- Party Animals & Disco Biscuits (2008)
- Confessions of a Belladonna Eater (2011)
- The Rare Birds (2019)
- Born in the 60's (2022)
- Concrete Islands, Lies & Vanités (2024)

## Vidéographie
- She's My Lover (1998), clip tourné en une journée par Denis Thybaud[3]
- Love Me Sweet (1998), également tourné par Denis Thybaud, à Londres[3]
- She Woolf Daydreaming (2000)
- A Little Bit Of Soul (2002)
- Pretty Boy Floyd (2008)
- The Morning After (2011)
- Friends of Mine (2019)
- Unfair Game (2019)
- Little Doll (2022)
- Playing with the Big Boys (2024)